# Federal Reserve Bank of Atlanta

Distrikte und Verwaltungssitze des Federal Reserve Systems

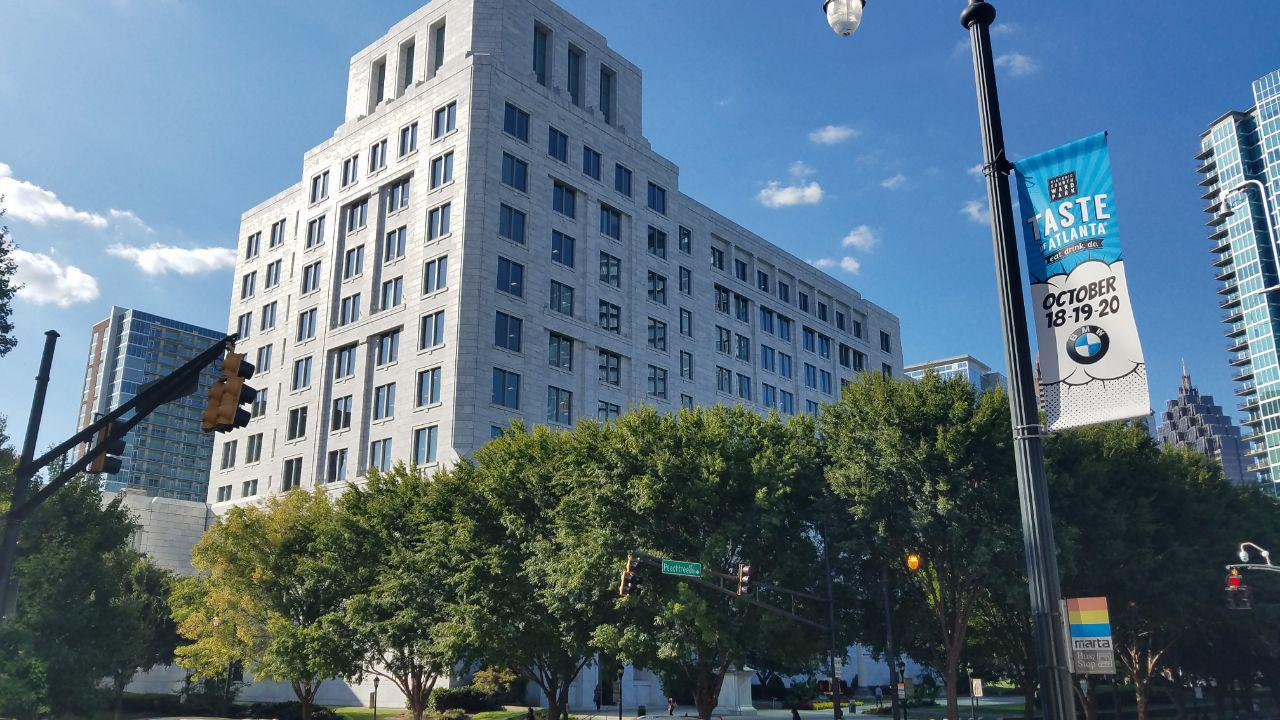
Hauptsitz der Atlanta Fed

Die Federal Reserve Bank of Atlanta, auch als Atlanta Fed bekannt, ist eine von zwölf Regionalbanken, die gemeinsam das Federal Reserve System der Vereinigten Staaten bilden. Sie hat ihren Hauptsitz in Midtown Atlanta (Georgia). Die Atlanta Fed hat zusammen mit den anderen elf regionalen Distriktbanken drei Hauptfunktionen: Unterstützung der Geldpolitik, Erhaltung der Funktionsweise des landesweiten Zahlungssystems und Regulierung bzw. Überwachung des lokalen Bankensystems. Die Bank ist ähnlich einer Privatbank eingerichtet. Sie lagert Wertanlagen, bearbeitet Schecks und vergibt Kredite an die Privatbanken in ihrem regulierten Bereich. Ihre Aufgabe ist es auch, in Zusammenarbeit mit den anderen Filialen der Fed die Zinssätze zu bestimmen, und ihr Präsident trifft sich regelmäßig mit anderen Bankpräsidenten und Vorstandsmitgliedern des Federal Reserve Systems.
Die Fed von Atlanta deckt die US-Bundesstaaten Alabama, Florida und Georgia, die östlichen zwei Drittel von Tennessee, den südlichen Teil von Louisiana und den südlichen Mississippi als Teil des Federal Reserve-Systems ab. Neben dem Hauptsitz in Atlanta unterhält die Bank fünf Zweigstellen in ihrem sechsten Bezirk, die sich in Birmingham, Jacksonville, Miami, Nashville und New Orleans befinden. Diese Zweigstellen bieten Banken, Spar- und Kreditinstituten sowie anderen Verwahrstellen Bargeld an. Sie sind außerdem für elektronische Geldüberweisungen zuständig.
Zusätzlich zur Unterstützung des US-Finanzsystems überwacht und reguliert die Atlanta Fed die im sechsten Bezirk tätigen Banken. Es ist auch eine Quelle der Forschung und des Fachwissens für öffentliche und private Entscheidungsträger innerhalb des Bezirks. In den letzten Jahren haben Forscher der US-Notenbank in Atlanta neue Instrumente entwickelt, um den makroökonomischen Zustand der gesamten USA zu messen. Die beiden bekanntesten sind GDPNow (eine Konjunkturprognose) und der Wage Growth Tracker, welche landesweit Beachtung gefunden haben.
Die Fed von Atlanta wird derzeit von Raphael Bostic geleitet, der 2017 ernannt wurde. Dieser ist Mitglied des Federal Open Market Committee (FOMC), dem Ausschuss, der wichtige Entscheidungen über die Zinssätze und damit dem Wachstum der Geldmenge trifft.

## Bisherige Präsidenten
Präsidenten seit Gründung der Bank 1914:
- Joseph A. McCord, 1914–1919
- Maximilian B. Wellborn, 1919–1928
- Eugene Black, 1928–1933
- W.S. Johns, 1933–1934
- Eugene Black, 1934
- Oscar Newton, 1935–1939
- Robert S. Parker, 1939–1941
- William S. McLarin Jr., 1941–1951
- Malcolm H. Bryan, 1951–1965
- Harold T. Patterson, 1965–1968
- M. Monroe Kimbrel, 1968–1980
- William F. Ford, 1980–1983
- Robert P. Forrestal, 1983–1995
- George C. „Jack“ Guynn, 1996–2006
- Dennis P. Lockhart, 2007–2017
- Raphael Bostic, seit 2017

## Standort
Seit 2001 befindet sich die Atlanta Fed in der 1000 Peachtree Street in Midtown Atlanta. Vor 2001 befand sich die Bank in der Innenstadt von Atlanta in der 104 Marietta Street, in der sich heute die State Bar of Georgia befindet.